# Зиси Дульо
Зиси Дульо (на гръцки: Ζήσης Δημουλιός, Зисис Димулиос) е гръцки революционер, деец на Гръцката въоръжена пропаганда в Македония от началото на XX век.

## Биография
Зиси Дульо е роден в леринското арванито-влашко село Лехово, тогава в Османската империя. До 1904 година действа като хайдутин. По-късно става потераджия на турска служба.
През пролетта на 1904 година Павлос Мелас го привлича към гръцката пропаганда в Македония, въпреки това Дульо отказва директно да влезе в сражение с български чети. Повторно се среща с Павлос Мелас в дома си. Зиси Дульо организира чета в района на Лерин между 1904 и 1908 година и организира селска чета в Лехово от 6 души, а синът му Петрос става председател на елиномакедонския комитет в Лехово. Зиси Дульо е убит в сражение през април 1908 година в село Баница. А според друг източник от съселянтие си след раздор.